# لئوناردو ویتاله
لئوناردو ویتاله (تلفظ ایتالیایی: [leoˈnardo viˈtaːle]؛ ۲۷ ژوئن ۱۹۴۱ - ۲ دسامبر ۱۹۸۴) یکی از اعضای مافیای سیسیل بود که به عنوان یکی از اولین همکاران عدالت (پنتیتی) شناخته می‌شود، اگرچه در ابتدا اعترافات او جدی گرفته نشد.  
ویتاله یک «مرد افتخار» (عضو رسمی) از خانواده مافیایی آلتارلو دی بایدا بود - آلتارلو روستای کوچکی در حومه پالرمو محسوب می‌شد.  

## پیشینه
در سال ۱۹۶۰، ویتاله در ۱۹ سالگی به خانواده مافیایی آلتارلو - تحت رهبری عمویش جووانباتیستا "تیتا" - پیوست. او به دستور عمویش و همدستش جوزپه کالو، به اخاذی از شرکت‌های ساختمانی پرداخت و بعدها به مقام کاپودچینا ارتقا یافت.  
در سال ۱۹۷۲، ویتاله به اتهام مشارکت در آدم‌ربایی لوسیانو کاسینا دستگیر شد، اما پس از یک هفته انفرادی در زندان آسینارا آزاد شد. در بازداشت نشانه‌های افسردگی شدید از خود بروز داد که منجر به رفتارهای خودآزاری و خوردن مدفوع شد. پزشکان برای او شوک الکتریکی تجویز کردند.  
همکاری با دستگاه عدالت  
در ۲۹ مارس ۱۹۷۳، ویتاله با مراجعه به کلانتری پالرمو خود را عضو مافیا معرفی کرد و به چندین فقره اخاذی، آتش‌زنی و دو قتل اعتراف نمود. او ساختار خانواده‌های مافیایی و وجود "کمیسیون مافیای سیسیل" را یک دهه قبل از توماسو بوسکتا افشا کرد. ویتاله ادعا کرد به دلیل بحران روحی به این اقدام دست زده است.  
در سال ۱۹۷۷، شهادت او منجر به محاکمه ۲۸ مظنون شد که همگی به جز خودش و عمویش به دلیل عدم کفایت شواهد و تردید در سلامت روانی ویتاله تبرئه شدند. ویتاله در دادگاه گفت:  
"زندگی‌ام را تباه کردم... گناه من زاده شدن در خانواده مافیایی و زندگی در جامعه‌ای بود که همه مافیوزو هستند."  
پایان تراژیک  
ویتاله بیشتر دوران حبس را در آسایشگاه روانی گذراند و در ژوئن ۱۹۸۴ آزاد شد. در ۲ دسامبر ۱۹۸۴، هنگام خروج از کلیسا پس از مراسم عشای ربانی به همراه مادر و خواهرش، ترور شد.  

## میراث
اطلاعات بوسکتا در سال ۱۹۸۴ بسیاری از افشاگری‌های ویتاله را تأیید کرد. در محاکمه مَکسی، قاضی جووانی فالکونه اعلام کرد:  
"امیدوارم حداقل پس از مرگ، ویتاله اعتباری که سزاوارش بود را کسب کند."  
به گفته فالکونه، مافیا اهمیت افشاگری‌های ویتاله را بهتر از سیستم قضایی ایتالیا درک کرده بود و در مناسب‌ترین زمان او را حذف نمود.  